# Potentilla rydbergiana
Potentilla rydbergiana är en rosväxtart som beskrevs av Joseph Nelson Rose. Potentilla rydbergiana ingår i Fingerörtssläktet som ingår i familjen rosväxter. Inga underarter finns listade i Catalogue of Life.